# Anarquismo en Argentina
El anarquismo tiene antecedentes en la República Argentina desde fines del siglo XIX, con la influencia del inmigrante italiano Errico Malatesta. A principios del siglo XX el anarquismo en Argentina tuvo su apogeo con la Federación Obrera Regional Argentina (conocida como FORA), una organización de tipo anarcosindicalista. Represiones sindicales dieron lugar a las llamadas "Semana trágica" y "Patagonia trágica". En la actualidad, el anarquismo en Argentina se dedica a la difusión de ideas y a la propaganda, mediante periódicos y bibliotecas, más que a la organización sindical.

## Historia del anarquismo en Argentina

### La influencia de Malatesta

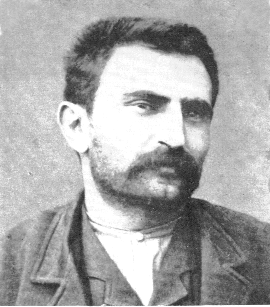
Errico Malatesta por la época en que vivió en Argentina.

Durante los primeros años la actividad anarquista fue propulsada principalmente por inmigrantes, que muchas veces conformaban grupos de pertenencia según sus pueblos de origen, tal es el caso de un grupo de italianos oriundos de la misma región que conformó en Rosario un grupo anarquista llamado "El Miserable". El grupo de inmigrantes italianos se convertirá en el más influyente con la llegada del célebre filósofo Errico Malatesta en 1885. Se constituye un grupo de Estudios Sociales, que organiza conferencias de Malatesta y se edita en idioma italiano la revista La Questione Sociale. En 1886 Malatesta inició una expedición en busca de oro a la Patagonia, para conseguir recursos para la propaganda libertaria y la organización de los obreros; aunque la empresa resultó un fracaso económico, las actividades itinerantes de Malatesta influenciaron al movimiento anarquista argentino de forma indeleble. Malatesta regresaría a Europa en 1889. En 1887 Malatesta también ayudó a conformar el sindicato de panaderos, o Sociedad Cosmopolita de Resistencia y Colocación de Obreros Panaderos. También ese año el anarcocomunista italiano Ettore Mattei (cofundador del sindicato de panaderos junto a Malatesta y Francesco Momo) edita el semanario Il Socialista. Organo dei Lavoratori.
Según el historiador Osvaldo Bayer, la importancia de Malatesta se manifestó por: su internacionalismo, su predisposición a ver en los obreros y sus organizaciones el mejor medio para difundir las ideas anarquistas, y su tendencia organizacionista, que se oponía al individualismo antiorganizacionista, influenciado por el anarcocomunismo de Kropotkin. Los estatutos de los sindicatos de panaderos y zapateros organizados por Malatesta servirían como modelo para la organización de otros sindicatos. El éxito en la primera huelga de panaderos de 1888 catapultó a las organizaciones obreras de ideología anarquista.
Los marxistas locales se agrupaban en torno al periódico Vorwarts (Adelante), que era editado por alemanes y en idioma alemán, y tenía un severo aire intelectual, que despreciaba la "falta de disciplina" de los obreros de origen latino. En cambio, los anarquistas editaban sus periódicos no solo en los idiomas de las colectividades inmigrantes, sino principalmente en castellano, teniendo una influencia importante en las masas proletarias argentinas.

### De 1890 a 1900

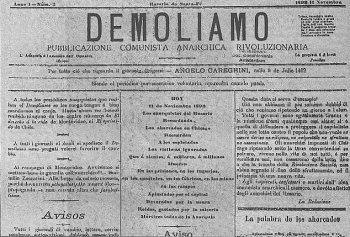
Portada de Demoliamo, periódico italo-argentino editado en Rosario desde el 10 de noviembre de 1892

Si bien existió un cierto reflujo de la actividad anarquista a fines de la década de 1880, en la década siguiente comenzó una reorganización de los grupos de afinidad, algunos de gran combatividad. Las denominaciones de los grupos sugerían un tipo de identidad definido: "Los hambrientos", "Los desautorizados", "Ravachol", "La Miseria", etc. Uno de estos fue "Los Desheredados", que inició una febril actividad propagandística editando todo tipo de literatura ácrata, pero además realizando varias conferencias diarias en distintos puntos de Buenos Aires. Se editaba el periódico El Perseguido, de ideas anarcocomunistas, entre 1890 y 1896. Era editado y distribuido clandestinamente, debido a la persecución policial. En Rosario Virginia Bolten editaba La Voz de la Mujer (anarcofeminista), además de Demoliamo, en italiano.

Desde 1889 aproximadamente crece en el anarquismo argentino la tendencia a la dispersión, a la formación de pequeños "grupos de afinidades" volcados a la propaganda y en teoría a la acción revolucionaria. Se definen como anarcocomunistas, como individualistas y siguen la tendencia predominante en Europa, especialmente en España. Rechazan la participación en las sociedades obreras y desean la pronta llegada de la Revolución Social. Su violencia se reduce a los escritos, aunque la policía descubra supuestos atentados y bombas, encarcele y destierre.
En Anarquismo argentino, 1876-1902; Zaragoza Rovira, Gonzalo.

En estos años se produjo una agria polémica entre los anarcocomunistas antiorganizacionistas de El Perseguido, contrarios al sindicalismo y a las organizaciones que sobrepasasen a los grupos de afinidad, y los anarcocomunistas organizacionistas de La Questione Sociale y El Oprimido, que defendían las ideas malatestianas y que apoyaban la creación de sociedades de resistencia y el anarcosindicalismo. Esta tendencia a favor de la organización fue la que finalmente resultó la predominante.
Entre los militantes destacados de esta década se pueden mencionar Ettore Mattei, Virginia Bolten, Rafael Roca (destacado orador), el librero belga Emile Piette, el pintor Ragazzini, el español Victoriano San José, el francés Pierre Quiroule (editor de La Liberté), el catalán Gregorio Inglán Lafarga (dirigió La Protesta), Manuel Reguera, Fortunato Serantoni (director de La Questione Sociale), Juan Vila y el doctor Juan Creaghe (director de El Oprimido) y el doctor Emilio Arana, del grupo "Ciencia y Progreso" de Rosario. La figura de Pietro Gori, que arribó a la Argentina el 21 de junio de 1898, dio un gran impulso a las tendencias organizacionistas. Organizó y participó de numerosas conferencias, debates e investigaciones científicas y sociológicas (Gori era abogado criminalista), además de editar algunos folletos tales como Las bases morales de la anarquía, Vuestro orden y nuestro desorden, etc.
Si bien existían en este período finisecular una gran cantidad de proyectos editoriales, es destacable la fundación del periódico La Protesta Humana, como se llamó inicialmente, el 13 de junio de 1897. El éxito editorial del periódico será casi inigualable en la historia de la prensa anarquista mundial, llegando a ser editado en su apogeo en dos ediciones (matutina y vespertina), y varios miles de ejemplares por día.

### Fundación de la FORA
La mayoría de los grupos de afinidad anarcocomunistas contrarios a la organización desaparecieron paulatinamente y casi se extinguieron hacia 1905. La presencia anarquista en el movimiento obrero, por el contrario, era cada vez más influyente, con la fundación de sindicatos por oficio, intervención en conflictos gremiales, El 25 de mayo de 1901 se celebró el congreso fundacional de la Federación Obrera Regional Argentina (FORA), originalmente denominada Federación Obrera Argentina (FOA). Aunque la FOA estaba integrada en su mayoría de elementos anarquistas, también tenía una participación importante de militantes socialistas; esta alianza no pudo durar mucho tiempo, y los miembros del Partido Socialista fundaron la UGT, una central obrera minoritaria e independiente.
A diferencia de los socialistas, los anarquistas -que despreciaban la participación política- creían que la Federación era una organización en la que todos los trabajadores debían la misma participación, sin dirigentes con poder resolutivo, y considerando la lucha por reformas económicas como un medio para alcanzar la revolución social y el Comunismo Anárquico.

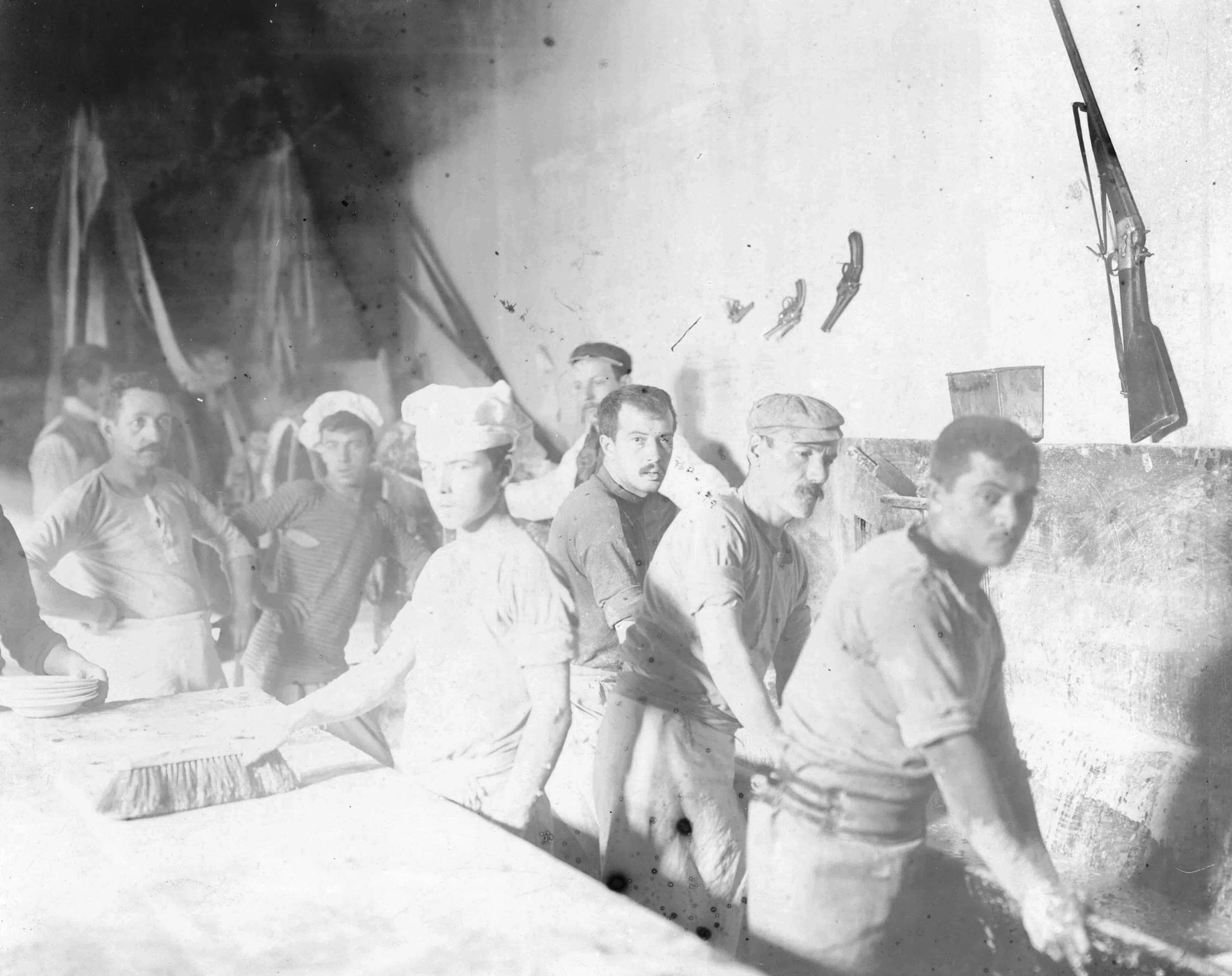
Huelga de panaderos de 1902 en Buenos Aires. En este gremio se extendió ampliamente el anarquismo. (Foto: AGN)

En octubre de 1901 en Rosario, se produjo el asesinato del obrero huelguista Cosme Budislavich por parte de la policía; éste fue primer mártir del Movimiento obrero argentino. En 1906 los conflictos gremiales ascendieron a 323, con un promedio permanente de 600 trabajadores en conflicto según informes del Ministerio del Interior; en 1907 se produjeron 254 huelgas. Paralelamente al incremento de huelgas y actividad gremial, fue creciendo la represión gubernamental.
Los días 2 y 3 de agosto de 1907, la FORA declaró la huelga general en Bahía Blanca debido al asesinato de dos obreros remachadores en el puerto de Ingeniero White. En agosto de 1907, ante el aumento de los alquileres, los inquilinos se declararon en huelga y tomaron la decisión de no pagar. Se trató de un enorme movimiento en el que participaron más de 140.000 personas en 2.400 conventillos de Buenos Aires, Rosario y Bahía Blanca. La FORA logró organizar el movimiento creando comités y subcomités en todos los barrios. La huelga duró tres meses y finalmente muchos propietarios aceptaron mantener los alquileres sin aumentos.

### El V Congreso
Durante los días 26 y 30 de agosto de 1905, la FORA celebró su V Congreso, al que asistieron 100 sociedades obreras, 4 federaciones locales y 1 federación de oficio. Entre otros temas tratados, se recomendaba sus asociados “no dejarse conducir presos sin causa justificada, llegando hasta la violencia trágica para poner coto a esos abusos policiales, debiendo las sociedades a que pertenecen prestarles ayuda material y moral”. El congreso estableció luego de tres horas de debate, por 54 votos a favor contra dos, la célebre declaración de principios finalista presentada por la Federación Obrera Local Rosarina, la Federación Obrera Local de Santa Fe, los Panaderos de Lincoln y la Federación Obrera Regional Uruguaya.

Los delegados del V Congreso de la F.O.R.A., a fin de que las sociedades obreras no detengan su acción emancipadora en la conquista de mejoras inmediatas, las que prontamente serán arrebatadas, si en los trabajadores no existe un conocimiento bien definido de sus derechos y deberes, hacen la siguiente declaración:
El quinto Congreso Obrero Regional Argentino, consecuente con los principios filosóficos que han dado razón de ser a la organización de las federaciones obreras, declara: que aprueba y recomienda a todos sus adherentes la propaganda e ilustración más amplia, en el sentido de inculcar en los obreros los principios económicos y filosóficos del comunismo anárquico. Esta educación, impidiendo que se detengan en la conquista de las ocho horas, les llevará a su completa emancipación y por consiguiente a la evolución social que se persigue.
V Congreso de la FORA.

La FORA desde entonces fue un sindicalismo con definición ideológica y una propuesta finalista. Los sindicatos opositores a la FORA, y los partidos socialista, radical y años después los comunistas, eran críticos a su definición ideológica anarcocomunista, e "insistían con liberar a los sindicatos de cualquier definición ideológica, por ser éstas un obstáculo para la unidad de la clase trabajadora. Para ellas todo lo que atentase contra la neutralidad del sindicalismo no podía ser más que dogmático y sectario".

### La masacre del 1.º de mayo y la Semana Roja de 1909

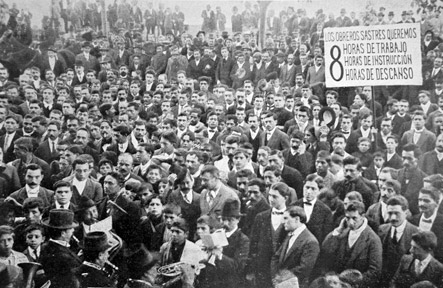
Manifestación anarquista de la FORA

El 1 de mayo de 1909 la FORA y el Partido Socialista (PS) realizan cada uno por su lado distintas manifestaciones. La manifestación socialista transcurrió normalmente, sin embargo, el acto de la FORA fue brutalmente reprimido por la policía, a las órdenes del Coronel Ramón Falcón. Como resultado murieron siete obreros y hubo un centenar de heridos, aproximadamente.
En respuesta, la FORA y la UGT, apoyadas por el Partido Socialista, convocaron a una huelga general por tiempo indeterminado. Las ciudades se paralizaron durante una semana; los muertos son enterrados ante una procesión de 300.000 personas. En el acto hablaron Juan Bianchi por la FORA, Luis Lotito por la UGT y Alfredo Palacios por el Partido Socialista. El 8 de mayo se produjo el histórico hecho de que el gobierno, por primera vez, aceptó negociar con un Comité de Huelga.
El 14 de noviembre de ese año, el anarquista Simón Radowitzki, un adolescente ruso de 17 años, arrojó una bomba contra el carro que trasladaba al coronel Falcón, que falleció junto con su secretario Lartigau. El atentado había sido ejecutado en venganza por la represión del 1 de mayo, dirigida por Falcón. Radowitzki fue detenido y condenado a reclusión perpetua en la cárcel de Ushuaia, convirtiéndose en mártir de los anarquistas, que encararon durante años una serie de acciones por su liberación. El nombre de Simón Radowitzki está marcado en la historia Argentina.

### La represión del Centenario
En 1910 se cumplía el primer centenario de la Revolución de Mayo y el gobierno organizó imponentes celebraciones, cuya parafernalia nacionalista causaron el rechazo de la mayor parte del movimiento obrero anarquista y socialista. El movimiento anarquista había adquirido tales proporciones que La Protesta incorporó a su edición matutina otro periódico vespertino, que se llamó La Batalla.
En el mes de mayo socialistas y anarquistas declararon la huelga general y el gobierno decretó el estado de sitio el día 14 de mayo, deteniendo a los directores de La Batalla y La Protesta, al Consejo Federal de la FORA y el Comité Central de la CORA (socialista). Se organizaron manifestaciones nacionalistas anti-obreras, asaltando los locales anarquistas, socialistas y gremiales, y destrozando las redacciones de La Protesta y La Vanguardia. Las barriadas obreras reaccionaron a los ataques, y se produjeron muertos y heridos en ambos bandos, y aunque existieron sabotajes que empañaron los festejos, finalmente el gobierno pudo cumplir con el programa de la celebración.
La reacción gubernamental golpeó fuerte a los anarquistas, aprobando la "Ley de Defensa Social" y se suspendieron la libertad de imprenta, el derecho de manifestación, de asociación y de reunión. Se deportó al extranjero y se detuvo a centenares de militantes, trasladándolos al Penal de Ushuaia. El periódico La Protesta pasó a editarse temporalmente en Montevideo, pero pronto se comenzó a imprimir clandestinamente en Buenos Aires a mediados de 1911.
La actividad represiva del gobierno durante el Centenario paralizó durante un tiempo al activismo sindical y anarquista, que se fue recomponiendo durante 1911 y 1912. Recién en octubre de 1913 volvió a declararse una huelga general.

### Prensa libertaria entre 1910 y 1919
Después de la violenta represión del Centenario contra los anarquistas y su prensa, pocos creyeron en una cercana rehabilitación.
La Protesta apareció semanalmente a partir del 15 de mayo de 1911 y diariamente recién el 20 de julio de 1913. El resurgimiento de la prensa libertaria se evidencia en la cantidad de nuevos títulos, en general de alcance local, circularon entre 1910 y 1919.
| Publicación             | Ciudad        | Año  |
| ----------------------- | ------------- | ---- |
| Ideas y figuras         | Buenos Aires  | 1908 |
| El Libertario           | Buenos Aires  | 1910 |
| La Lira del Pueblo      | Junín         | ??   |
| Germen                  | Buenos Aires  | 1911 |
| Ideas                   | Chacabuco     | 1911 |
| Luz al soldado          | Buenos Aires  | 1911 |
| Lectura Libertaria      | Buenos Aires  | 1911 |
| La Cultura              | Buenos Aires  | 1911 |
| El Trabajo              | Buenos Aires  | 1911 |
| La escuela popular      | Buenos Aires  | 1911 |
| La piqueta              | Cruz del Eje  | 1911 |
| Libre palabra           | Buenos Aires  | 1911 |
| La Anarquía             | Buenos Aires  | 1912 |
| El Manifiesto           | Buenos Aires  | 1912 |
| Alba Libertaria         | Bahía Blanca  | 1912 |
| Juventud                | San Fernando  | 1912 |
| Iconoclasta             | Córdoba       | 1912 |
| La Fiaccola             | Buenos Aires  | 1912 |
| La Rebelión             | Rosario       | 1913 |
| Germen                  | Buenos Aires  | 1913 |
| El Obrero y la Anarquía | Buenos Aires  | 1913 |
| El Combate              | Chacabuco     | 1913 |
| Libre Palabra           | Laboulaye     | 1913 |
| Tierra Libre            | Rosario       | 1913 |
| Odios                   | Tucumán       | 1913 |
| La Simiente             | La Plata      | 1913 |
| Nuevos Rumbos           | Mendoza       | 1913 |
| La voz del esclavo      | Punta Alta    | 1913 |
| El Proletario           | Córdoba       | 1913 |
| La Canaglia             | Buenos Aires  | 1915 |
| Voces Proletarias       | Campana       | 1915 |
| Ideas                   | Paraná        | 1915 |
| Estudios                | Rosario       | 1915 |
| El Oamigo del pueblo    | San Fernando  | 1915 |
| El Grito del Pueblo     | Mar del Plata | 1916 |
| La Paz                  | Buenos Aires  | 1916 |
| La verdad               | Santa Fe      | 1916 |
| Voluntad                | Buenos Aires  | 1916 |
| El Anarquista           | Buenos Aires  | 1916 |
| Humanidad               | San Juan      | 1917 |
| La Obra                 | Buenos Aires  | 1917 |
| Estudios                | Buenos Aires  | 1917 |
| Alba Roja               | Bahía Blanca  | 1917 |
| El Despertar            | Buenos Aires  | 1917 |
| La revuelta             | Santa Fe      | 1917 |
| Alborada                | Buenos Aires  | 1917 |
| Nubes Rojas             | Junín         | 1917 |
| Brazo y Cerebro         | Bahía Blanca  | 1918 |
| El Burro                | Buenos Aires  | 1918 |
| El Soldado              | Buenos Aires  | 1919 |
| Revista Roja            | Rosario       | 1919 |

### División de la FORA durante el IX Congreso de 1915
Para de septiembre de 1914 la CORA luego de realizar numerosas deliberaciones y debates acuerda la disolución de la organización ingresando en bloque a la FORA. Esta incorporación de centenares de militantes y delegados no anarquistas en la FORA no iba a estar exenta de provocar conflictos al interior de la FORA. En 1915, durante el IX Congreso de la FORA un conjunto de gremios adheridos decidió eliminar de la declaración de principios la adhesión a la finalidad del "comunismo anárquico", a fin de favorecer la fusión con los gremios provenientes de la CORA. Un mes más tarde, un total de 21 gremios desconocieron el IX Congreso y eligieron un Consejo Federal. Ello produjo una ruptura y a partir de entonces funcionaron dos federaciones separadas: la del IX Congreso adquiriendo un carácter de "sindicalismo neutral" y la del V Congreso, adoptando un carácter finalista (comunista anárquico) y anarquista.
La FORA sindicalista tuvo una política abierta a negociar con el gobierno, a diferencia de la FORA anarquista. Sin embargo, dentro de la FORA sindicalista continuaron actuando muchos gremialistas anarquistas, debido a que sus gremios habían adherido a la nueva central sindical. En este sentido, son destacables los casos del marítimo Juan Antonio Morán y del sindicalista Antonio Soto, ambos anarquistas, quienes a pesar de pertenecer sus gremios a la FORA sindicalista, tuvieron una actuación gremial muy preponderante y radicalizada, más acorde al estilo de la FORA anarquista.

### Repercusión de la Revolución Rusa
La Revolución de octubre de 1917 tuvo un papel revigorizante del movimiento obrero argentina. La actividad anarquista, socialista y sindicalista se multiplicó fundando periódicos, abriendo locales y en activismo. Los anarquistas se vieron muy entusiasmados en los inicios de proceso revolucionario ruso, pero pronto se pasó a una actitud expectante y crítica. Ya hacia 1920 los anarquistas habían tomado distancia de la política de Lenin, salvo un pequeño grupo al que se lo denominaba como "anarco-bolchevique", que editaba algunos periódicos como Bandera Roja, Frente Proletario, Frente Único, El Sol, etc.
Las cartas de Kropotkin a Lenin criticando la revolución rusa y su autoritarismo, la represión a los anarquistas en Ucrania, en Moscú y la masacre de los marineros rebeldes de Kronstadt llevaron a los anarquistas de la Fora del V Congreso a rechazar la dictadura del proletariado en su congreso de 1923.

### Semana Trágica

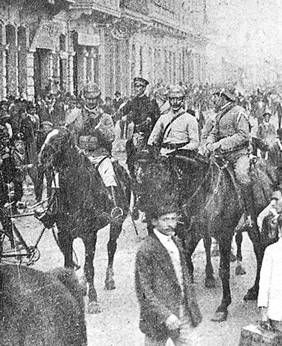
Fotografía tomada durante la Semana Trágica de 1919

El 2 de diciembre de 1918 declararon la huelga los obreros de los talleres metalúrgicos Vasena, afiliados a la FORA anarquista. El 3 de enero de 1919 se producen incidentes entre los huelguistas y las fuerzas represivas. El 7 de enero, comienza la huelga de los obreros de los Talleres Metalúrgicos Vasena, ubicados en la Ciudad de Buenos Aires. Reclamaban un aumento salarial, el descanso dominical y la reducción de la jornada laboral de 11 a 8 horas.
Le empresa trató de continuar funcionando con obreros rompehuelgas provistos por la Asociación del Trabajo, una asociación patronal. Debido a disturbios producidos por los huelguistas, la policía intervino con armas largas. Esta intervención dejó un saldo de 4 muertos y más de treinta heridos, algunos de los cuales murieron.
Por esto la FORA del V Congreso y la FORA del IX Congreso llamaron a huelga general, la cual comenzó el día 9 de enero. Durante el entierro de los obreros fallecidos, policías y bomberos armados dispararon contra la multitud, lo que hizo desfallecer entre 8 (según el diario La Prensa) y más de 50 (según el diario La Vanguardia)
A partir de ese momento grupos paramilitares como la Liga Patriótica Argentina -que eran claramente antisemitas, xenófobos y defensores de los valores conservadores- persiguieron y asesinaron a dirigentes obreros y anarquistas, pero también a cualquiera que pareciera extranjero. Este grupo tiene el triste récord de haber sido el primero en realizar un pogrom en territorio argentino.
Debido a que los obreros, a pesar de todo, eran más que la policía y los grupos paramilitares y la prensa pronosticaba una guerra revolucionaria, el presidente Hipólito Yrigoyen deja la Ciudad de Buenos Aires a manos del General Luis Dellepiane, el que dejó a la ciudad con 1.000 ciudadanos menos.

### Entre 1921 y 1930
Durante la década de 1920 el anarquismo tuvo un nuevo momento de auge, aunque su popularidad no alcanzó los niveles de la primera década del siglo hasta la represión de Centenario. En el Chaco en marzo de 1921 se masacró a decenas de obreros de La Forestal, empresa dedicada a la extracción del quebracho, que reclamaban por su salario. La FORA anarquista propuso medidas de acción, pero fueron torpedeadas por la FORA sindicalista. En Gualeguaychú la Liga Patriótica asesinó a varios trabajadores el 1 de mayo, y en diciembre de ese mismo año se produjo la masacre de la Patagonia trágica en la provincia de Santa Cruz.
En marzo de 1922 la FORA del IX se unió a algunos gremios de la FORA anarquista en manos de los anarco-bolcheviques y conformó la Unión Sindical Argentina (USA); desde ese entonces volvió a existir una sola FORA, de ideología anarquista. En junio de 1923 todas las organizaciones obreras declararon una huelga general en repudio al asesinato de Kurt Wilckens en la Penitenciaría Nacional.
Con el correr de la década de 1920 la FORA fue perdiendo terreno frente a las otras organizaciones obreras, que habían aceptado la mediación y la negociación gubernamental. En 1925 la FORA inició una campaña por la jornada laboral de 6 horas, como remedio para terminar con la desocupación. Sin embargo las campañas por la liberación de Simón Radowitzky y contra la ejecución de Sacco y Vanzetti en Estados Unidos revitalizaron el activismo. Se llegó a medidas de acción directa violentas, con la colocación de bombas en la Ford y la Embajada de los Estados Unidos. La muerte de Sacco y Vanzetti en la silla eléctrica en agosto de 1927 causó honda indignación en los medios libertarios. No obstante, en abril de 1930 la amnistía otorgada a Radowitzky por el gobierno de Hipólito Yrigoyen de la Unión Cívica Radical puso fin a una exitosa campaña de más de 2 décadas. Radowitzky fue sacado del país preventivamente por los anarquistas, para proteger su vida de los esbirros de la ultraderecha que pretendían atentar contra su vida.
El décimo congreso de la FORA se realizó en agosto de 1928, en un clima de exacerbado nacionalismo antiobrero. Participó un centenar de sindicatos, y se recomendó combatir el nacionalismo y el militarismo. Para 1930 la Fora contaba con unos 100.000 afiliados. El avance de los sectores oligárquicos contra el gobierno radical (al que acusaban de inepto) tenía como principal objetivo destruir a las organizaciones obreras, en especial a los anarquistas, más refractarios a las negociaciones.

### Patagonia Trágica

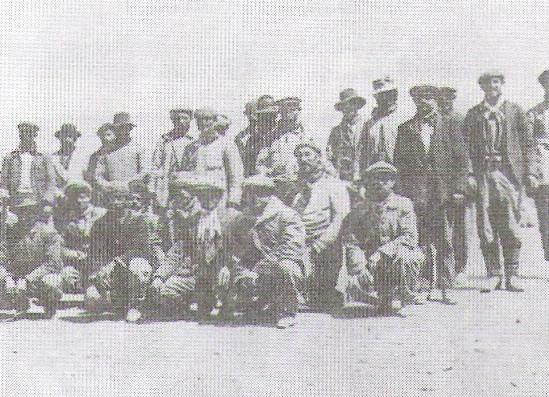
Huelguistas detenidos en Tres Cerros durante la Patagonia Trágica

La Patagonia Trágica fue un acontecimiento protagonizado por habitantes y sindicalistas de Santa Cruz en el año 1921. Una huelga propulsada por diversas sociedades obreras contra los estancieros y terratenientes locales, fue reprimida violentamente por el gobierno de Hipólito Yrigoyen, que envió al teniente coronel Héctor Benigno Varela y un batallón del ejército. El saldo de este hecho fue de 1500 obreros y líderes sindicales fusilados. El teniente coronel Varela murió ajusticiado por el anarquista alemán Kurt Gustav Wilckens en 1923, en el barrio de Palermo de la ciudad de Buenos Aires.

### Entre 1930 y 1945
El 6 de septiembre de 1930 el general José Félix Uriburu dio un golpe de Estado, y conformó un gobierno dictatorial que reprimió a las organizaciones obreras y puso fuera de la ley a todas las organizaciones, grupos y colectivos anarquistas. Se condenó a pena de fusilamiento a todo activista que se lo encontrase resistiendo contra el gobierno. En Rosario, el joven anarquista Joaquín Penina fue fusilado en el acto por repartir propaganda anarquista. La Protesta dejó de publicarse, y la prensa libertaria circulaba de forma clandestina.
La represión indiscriminada y salvaje, generó la reacción de grupos anarquistas de acción directa, que practicaban lo que se conocía como Anarquismo expropiador. Estos grupos y activistas robaban bancos, y comercios florecientes para recaudar dinero para solventar las causas anarquistas, en especial la liberación de los anarquistas detenidos. Entre sus mayores exponentes figuraban Miguel Arcángel Roscigna, Juan Antonio Morán, Gino Gatti, Andrés Vázquez Paredes, Severino Di Giovanni, Paulino Scarfó, Silvio Astolfi y Antonio Moretti. Algunos de estos fueron fusilados (Di Giovanni y Scarfó), asesinados por parapoliciales (Morán) o detenidos-desaparecidos (como los casos de Roscigna, Vázquez Paredes y Malvicini, desaparecidos en 1935).
En su resistencia contra la dictadura, los grupos anarquistas ejecutaron a muchos de los que encabezaban y llevaban adelante la represión, siendo el caso más notorio el del mayor José Rosasco, que operaba en la zona de Avellaneda, asesinado por Juan Antonio Morán en junio de 1931. Rosasco tenía como práctica fusilar a ladrones y rateros en el lugar de la detención, o en alguna plaza. Morán lo siguió hasta un restaurante en que iba siempre a cenar Rosasco.

Cuando habían terminado el primer plato, paró un automóvil del que bajaron “cinco individuos correctamente vestidos”. Uno de ellos se sentó a una mesa cercana a la puerta y los otros cuatro siguieron al fondo, como para pasar al patio. En ese momento el mayor Rosasco reía a carcajadas por una broma, cuando de improvisto los cuatro individuos se pararon frente a la mesa. Uno de ellos se adelantó, tenía aspecto de criollo, era musculoso, un verdadero toro físicamente, y dirigiéndose a Rosasco le dijo: "Porquería." Rosasco se fue poniendo de pie lentamente mientras sus ojos se salían de las órbitas. El desconocido -era Juan Antonio Morán- sacó, con la misma lentitud que el otro se iba parando, una pistola 45 y le disparó cinco certeros balazos, todos ellos mortales.
Osvaldo Bayer

En 1931 los anarquistas Pascual Vuotto, Reclus de Diago y Santiago Mainini, de la ciudad de Bragado (provincia de Buenos Aires), fueron torturados y condenados a prisión por un crimen que no habían cometido; el caso fue conocido como los «presos de Bragado». Se inició una intensa campaña por esclarecer el hecho y en solidaridad con los detenidos. Finalmente serán liberados el 8 de julio de 1942 por conmutación de la pena.

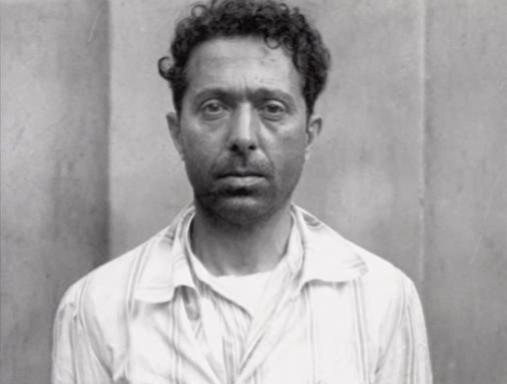
Miguel A. Roscigna

En 1932 se restituyen las garantías constitucionales y vuelve a editarse La Protesta y retorna la FORA a sus actividades. Las dificultades del principal periódico anarquista se agudizaron y dejó de publicarse como diario, para pasar progresivamente a publicaciones semanales, quincenales y mensuales. Durante toda la década hasta 1945 la prensa anarquista irá perdiendo posiciones especialmente en las ciudades del interior del país. Sin embargo, continuaron publicancose los periódicos tradicionales como La Protesta, La Antorcha y Organización Obrera, y surgieron algunas revistas nuevas, como Nervio, Hombre de América y Solidaridad Obrera. Funcionaban algunas editoriales que publicaban las traducciones de nuevas obras anarquistas, destacándose la labor de las casas editoriales Reconstruir, Américalee, Imán, Tupac y Argonauta. De todos modos, la represión continuaba bajo un manto de legitimidad democrática, en lo que se llamó la Década infame.
Durante los años posteriores al golpe de Estado de Uriburu y la continuación con el gobierno del General Justo se asestaron los golpes que finalmente desarticularon al movimiento anarquista argentino, estructurado alrededor de la FORA. Por esta razón, algunos grupos anarquistas consideraban que la FORA había dejado de ser un referente y luego de varias reuniones originadas en las cárceles donde estaban detenidos, fundaron en Rosario en 1932 un Comité Regional de Relaciones Anarquistas, que revitalizó al movimiento, con su vocero Acción Libertaria, en septiembre de 1933. Esta aparición de una "organización específica anarquista" causó el rechazo y un conflicto con los militantes de la FORA, que sostenían la organización por oficios. En octubre de 1935 finalmente se fundó en La Plata la Federación Anarco Comunista Argentina (FACA), como continuación del CRRA. La FACA tuvo una importante participación en la campaña por la libertad de los Presos de Bragado.
La guerra civil española llevó a muchos militantes a participar directamente en el conflicto viajando como combatientes a España o en tareas de apoyo desde Argentina. Cientos de anarquistas emigraron a integrarse a la CNT y la FAI, militantes de la FORA como Diego Abad de Santillán y la FACA tal el caso de Jacobo Maguid, Jacobo Prince y José Grunfeld. Desde Argentina, la FACA realizó una campaña de propaganda y fundó varios comités de ayuda; además impulsó la formación de Solidaridad Internacional Antfascista (SIA).

### Entre 1945 y 1960
El anarquismo continuó siendo un movimiento de consideración, pero en constante declive, mientras crecía la preponderancia del Partido Comunista Argentino, y otros grupos de izquierda: desde hacía dos décadas había perdido una preponderancia que nunca recuperaría. Durante los años siguientes a la derrota en España y a la culminación de la Segunda Guerra Mundial, los anarquistas argentinos dieron refugio a muchos militantes extranjeros que habían logrado escapar del desastre y la guerra. Continuó la actividad editorial y la publicación de periódicos. Pero el surgimiento del peronismo provocará una crisis no solo en movimiento anarquista sino en toda la izquierda argentina.

El enorme impacto represivo que causo el fascismo en todo el mundo, su expansión, el surgimiento del régimen nazi y la existencia en la Argentina de grupos que asesinaban a los obreros y que apoyaban esas tendencias, generó un clima político que busco evitar el nacimiento de movimientos similares en el país. El peronismo parecía reunir las condiciones de un movimiento fascista vernáculo, construyendo su base de sustentación en la masa obrera, organizada en sindicatos impulsados desde el Estado y con un sesgo autoritario. La mayoría de los libertarios no dudaron en atacar al Estado peronista, recibiendo cárcel y clausura de sus periódicos: en 1946 se creo el periódico ‘’Reconstruir”, que sufrió procesos por desacato y secuestros de ediciones, trasladando su impresión a la ciudad de Rosario, y en 1952, fueron encarcelados los obreros portuarios de la FORA.
Pablo M. Pérez

La FACA asumió en su periódico Acción Libertaria y en sus congresos su posición crítica al peronismo. En su cuarto congreso de 1955 la FACA pasó a constituir la Federación Libertaria Argentina, que en 1961 celebraría un congreso. La FORA vio mermadas sus filas porque el peronismo sedujo a muchos de sus militantes y sindicatos para integrarlos en la Confederación General del Trabajo. La expresión anarquista en el movimiento obrero pasó a ser mínima. Sin embargo, hubo algunos intentos de torcer esta situación de condescendencia general con el gobierno peronista, pero fueron reprimidos y los militantes anarquistas encarcelados como en el caso de la forista Sociedad de Resistencia de Obreros del Puerto, que en 1952 se resistió a un descuento salarial compulsivo para la construcción de un monumento a la memoria de Eva Perón.

### De 1960 hasta el presente
El anarquismo luego del derrocamiento del peronismo en 1955 no pudo recuperarse como movimiento de raigambre popular. El sindicalismo había cambiado por completo su naturaleza y la CGT era una organización burocratizada y poderosa, con la que negociaban los militares que tomaban el poder recurrentemente.
La FLA comenzó a editar la revista Reconstruir desde 1959, mientras que la FORA había dejado de existir prácticamente, aunque los antiguos militantes continuaban manteniendo algunos locales y editando periódicos y folletos con mucho esfuerzo.
Un proyecto conjunto entre varias agrupaciones anarquistas se coronó con la fundación de la Editorial Proyección, que retomó la publicación de clásicos anarquistas y nuevas obras, muchas inspiradas con la renovación y el acercamiento de jóvenes que significó el Mayo francés de 1968. Se editaron obras de Albert Meltzer, Stuart Christie, Vernon Richards, Daniel Guerin, Gastón Leval, Volin, Paul Avrich, etc. La editorial funcionó hasta 1977, finalizando sus actividades en un clima de terror generado por la dictadura militar del Proceso de Reorganización Nacional.

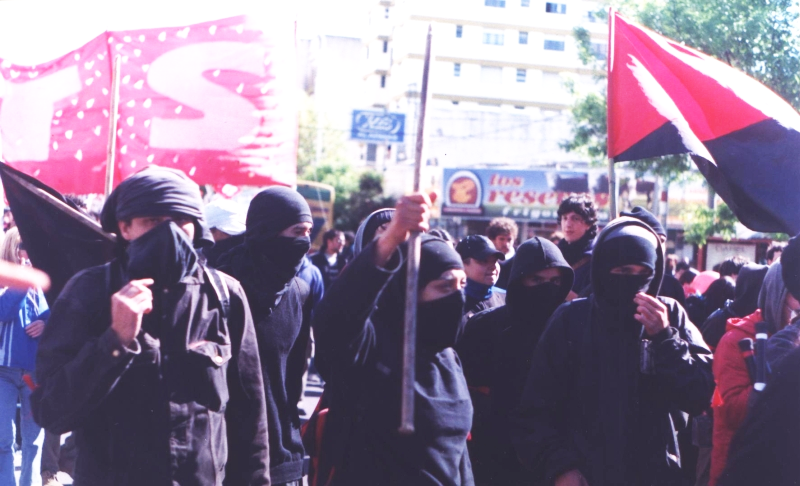
Columna autónoma en el repudio a la quinta reunión de la Cumbre de las Américas en la ciudad de Mar del Plata.

#### Resistencia Libertaria
En la década de 1970 surgió en La Plata Resistencia Libertaria (RL), un grupo de militantes que fusionó ideas anarquistas con las ideas de la izquierda revolucionaria. 

"Una expresión no única pero sí propia de los años 70 fue, por ejemplo, la organización Resistencia Libertaria, de actuación básicamente clandestina aunque centrada en los núcleos sindicales más combativos; organización finalmente diezmada por la cruenta represión desatada por la dictadura militar."
Daniel Barret

 Alejados de los círculos tradicionales del anarquismo, tuvieron fuertes discusiones con los grupos de La Protesta y la FORA, aquellos jóvenes vivían una realidad donde asomaba el influjo de las revoluciones de Cuba y China, los Tupamaros de Uruguay o los Black Phanters de Estados Unidos, así como también el Mayo francés  y la nueva izquierda clasista que florecía con la gesta del “Cordobazo”. Las lecturas atentas de Errico Malatesta, el marxismo libertario de Daniel Guerin y las historias de los campesinos rebeldes de Néstor Makhno.  Mientras los militantes de RL defendían la integración con otras fuerzas no anarquistas y propugnaban la lucha armada, la posición crítica a este abandono de los principios anarquistas fue defendida especialmente por Amanecer Fiorito de La Protesta. La fractura idelógica alejó las posiciones de ambos bandos, generando una polémica que continúa hasta el presente.

#### Otras agrupaciones
Luego del retorno de la democracia en 1983, bajo el gobierno de Raúl Alfonsín, hubo un resurgir del activismo anarquista. La actividad se concentró en Buenos Aires, en los locales de la FLA, la Biblioteca Popular José Ingenieros y la FORA, este último en el barrio de La Boca. Surgieron decenas de agrupaciones de efímera trayectoria como Trabajadores Anarquistas, Fife y Autogestión, Resistencia Anarquista, Agitación Anarquista, actualmente disueltas y aparecieron la revista Utopía, El Libertario, editado por la FLA y se continuó con La Protesta y Organización Obrera. Una de las actividades más trascendentes fue la marcha de repudio a la visita del Papa Juan Pablo II, que culminó con la represión policial en el centro porteño.

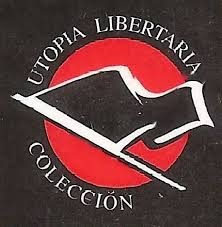
Logo Utopía Libertaria

Durante la década de 1990 surgió otra oleada de agrupaciones, pero mucho más estables y orgánicas. El grupo anarquista ¡Libertad! surgió en 1997, editando el periódico homónimo y gran cantidad de folletos. Luego apareció CAIN, agrupación anarquista, que luego de un corto tiempo se adscribiría al plataformismo conformando la Organización Socialista Libertaria, y ´relacionándose con otras organizaciones del especifismo anarquista, como la agrupación Auca de La Plata y la Organización Anarquista Revolucionaria de Rosario. Editaban conjuntamente el periódico En la calle, hasta su desaparición en 2009. Todas estas organizaciones plataformistas desaparecieron, siendo muy criticadas por los jóvenes anarquistas de cuño clásico, especialmente cuando una gran parte del grupo Auca pasó a integrar las filas del peronismo. Dentro de esta tónica también surgió Red Libertaria de Buenos Aires, representante del especifismo y neo-plataformismo hasta su disolución en 2010. Por esos años también continuó la edición de literatura anarquista, destacándose la actividad editorial de la colección Utopía Libertaria, que continúa hasta el presente. Promediando 2011 surge la Federación Anarco-Comunista de Argentina (FACA) conformada por zonales de Oeste del conurbano bonaerense Columna Buenaventura Durruti, Capital Federal Columna Errico Malatesta y la Columna Libertaria Joaquin Penina de Rosario. Esta organización, cuyos principales frentes de intervención son el piquetero y el gremial, no es la continuación de la antigua FACA, aunque se enmarca dentro de la tendencia denominada especifismo.

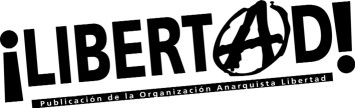
Titular de Libertad!

Promediando el 2012 la FACA se disuelve por lo que tres años más tarde, hacia abril de 2015, la Columna Penina de Rosario pasa a estructurarse como Federación Anarquista de Rosario con inserción principalmente en el ámbito territorial y sindical.
En el año 2011, surge el Frente de Libertarios (FeL) en la Universidad de Buenos Aires, con presencia en varios puntos del interior de país, tanto en universidades, tericarios y colegios secundarios. El FeL rompe con el idealismo anarquista, para pasar a ser una corriente alternativa al dogmatismo y sectarismo anarquista, haciéndose llamar "izquierda libertaria". Lo que posibilitó su sostenido crecimiento y afianzamiento de su línea política en los estudiantes de los distintos sectores en los que actúa.

## Presencia en la cultura

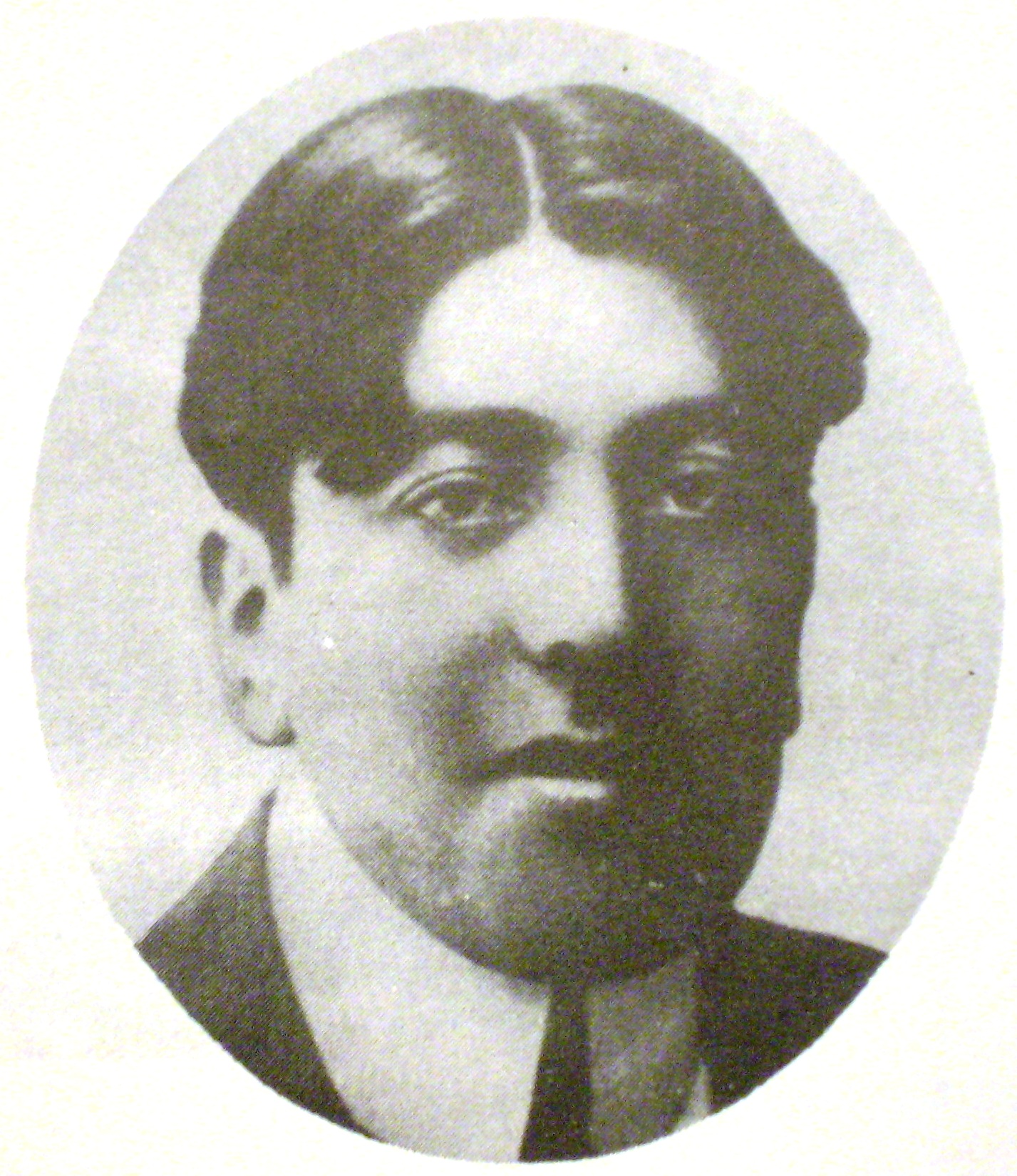
Florencio Sánchez

El anarquismo tuvo una importantísima presencia en las letras argentinas entre 1880 y 1930. Incluso algunos escritores de talla como Jorge Luis Borges y Leopoldo Lugones tuvieron un esporádico paso por los círculos y las ideas ácratas, aunque posteriormente se alejarían por completo hacia posiciones conservadoras y de derecha.
Florencio Sánchez, nacido en Uruguay, vivió gran parte de su vida en Argentina y allí desarrolló prácticamente toda su carrera como periodista, escritor y dramaturgo. Sus obras tienen un alto contenido de denuncia social; ha sido considerado el autor más importante de la dramaturgia latinoamericana. Algunas de sus obras más laureadas con La Tigra, Canillita, Barranca Abajo, Los derechos de la salud, etc. Otro lugar destacado lo ocupa Alberto Ghiraldo, periodista de la cultura, ensayista, poeta y editor. La influencia de Pietro Gori lo acercó al anarquismo; fue director de La Protesta, y editó numerosas revistas libertarias y literarias a partir de 1898: El Sol, Martín Fierro, Ideas y Figuras, etc. Escribió las obras teatrales Alma Gaucha, La Columna de Fuego y Los Salvajes, entre otras; los poemarios Música Prohibida, Cancionero Libertario, Tiempos Nuevos; los ensayos La tiranía del frac, La canción del Peregrino, etc.
El gran poeta de Buenos Aires de los albores del siglo XX fue Evaristo Carriego, autor de Misas Herejes y Alma del Suburbio, su ideología se trasunta en algunos poemas donde se exponen sus simpatías por los oprimidos. Otro poeta anarquista fue José de Maturana, redactor de La Protesta y director de la revista literiaria Los Nuevos Caminos. Otros poetas escritores y ensayistas anarquistas declarados y militantes fueron Santiajo Locascio, Pedro J. Calou, el médico Juan Emiliano Carulla (que abandonaría las ideas libertarias para abrazar el fascismo de Uriburu) y el pedagogo Julio R. Barcos (que se pasaría al radicalismo de Yrigoyen).
Entre las mujeres el anarquismo tuvo muchas simpatizantes, lo cual se refleja en las militantes y escritoras Juana Rouco Buela, Herminia Brumana y Salvadora Medina Onrubia. Otros escritores libertarios reconocidos fueron Alejandro Sux (seudónimo de Alejandro Daudet), Julio Molina y Vedia, Fernando del Intento, Mario Vila, Alfonso Grijalvo, Ricardo Carrencá, Pedro Maino, Leoncio Lasso de la Vega, Julio Camba, Vicente Salaverri, Pascual Guaglianone y Mario Chilopegui.

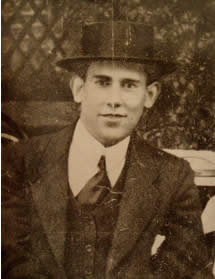
Evaristo Carriego

Un lugar principal merecen Teodoro Antillí, militante, teórico, periodista y escritor, y el prolífico Rodolfo González Pacheco, una de las figuras más destacadas del anarquismo argentino. Ensayista, periodista, dramaturgo, poeta, teórico y editor, fue además de una pluma brillante, uno de los militantes más comprometidos con la causa anarquista, se unió a las filas del magonismo durante la Revolución mexicana y participó de la Revolución Española como director de los cuadernos Teatro Social en 1937.
Dentro de la llamada Literatura gauchesca la contribución libertaria se manfiesta en la Carta Gaucha de Luis Woollands, publicada bajo el seudónimo de Juan Crusao. También los payadores Martín Castro, Luis Acosta García y el uruguayo Carlos Molina.
De un paso espórádico por los círculos literarios anarquistas, luego devenidos en simpatizantes del Partido Comunista Argentino, fueron Álvaro Yunque, Elías Castelnuovo y José Portogallo. La mayoría de los integrantes del Grupo de Boedo refleja ciertas influencias libertarias en sus escritos, influencia que se extiende a Roberto Arlt y Ernesto Sabato, aunque este último se definió con los años como anarcocristiano.
Dentro de la música también existieron manifestaciones libertarias. En Argentina destacaron el arriba mencionado payador Martín Castro y el compositor de tangos Juan de Dios Filiberto, autor de célebres obras como Caminito y Malevaje. Las versiones "anarquistas" de temas como La Verbena anarquista o el Himno Anarquista, parodia del himno nacional argentino, fueron populares en ambientes ácratas. Recientemente, el movimiento anarco-punk tuvo cierta relevancia y surgieron decenas de bandas de esta tendencia.

### Teóricos, militantes y propagandistas
La figura principal del anarquismo argentino dentro del campo de la teoría, la militancia y la polémica idológica -si excluimos a Errico Malatesta y Pietro Gori- fue Diego Abad de Santillán. Entre los primeros intelectuales del anarquismo y directores de periódicos se puede mencionar a Inglán Lafarga, Antonio Pellicer Paraire, Juan Creaghe, Emilio Arana, Pierre Quiroule, Eduardo Gilimón y José Prat.
Durante las décadas de 1910 a 1940, junto a Santillán, Antillí y González Pacheco tuvieron una importante presencia Emilio López Arango, Manuel Villar y Juan Lazarte. En los años posteriores al surgimiento del peronismo, la actividad intelectual de Luis Di Filippo, José María Lunazzi, Fernando Quesada, Jacobo Prince, Jacobo Maguid y Antonio López, en especial dedicada a la reconstrucción de la memoria histórica. Durante las últimas décadas la obra del filósofo e historiador Angel Cappelletti, Christian Ferrer, Eduardo Colombo, el historiador simpatizante libertario Osvaldo Bayer y Amanecer Fiorito, destacado militante y director de La Protesta durante tres décadas.

## En la actualidad

### Federación Libertaria Argentina
La Federación Libertaria Argentina (F.L.A) tiene sus orígenes en 1935. En aquel año inició sus actividades bajo el nombre de Federación Anarco Comunista Argentina. Este nombre fue cambiado por un congreso realizado en 1955 por el actual.
La F.L.A forma parte de la Internacional de Federaciones Anarquistas.

### Federación Obrera Regional Argentina
La Federación Obrera Regional Argentina fue un importante movimiento obrero fundado el 25 de mayo de 1901. Cumplió un papel muy importante hasta 1930, año en que llega al poder José Félix Uriburu a través de un golpe de Estado.
Las FORA desempeñaron un papel central en la Semana Roja de 1909, la Semana Trágica, la Patagonia Rebelde, y las primeras huelgas de los hacheros del quebracho y de los mensúes de la yerba mate en el norte.
La FORA continúa en la actualidad como una organización anarquista obrera, pero alejada del sindicalismo. Sus actividades son de tipo propagandístico, apoyando, activando y solidarizándose con los conflictos gremiales. Propugna la creación de sociedades de resistencia y asociaciones de trabajadores independientes. Algunos de los grupos que la integran se ubican en Buenos Aires, Mendoza y Bahía Blanca. Edita el periódico Organización Obrera.

### Biblioteca José Ingenieros
La Biblioteca Popular "José Ingenieros" fue fundada en junio de 1935 por militantes obreros anarquistas y socialistas. Después de un tiempo, este último grupo abandonaría la biblioteca.
Desde el inicio, el grupo de la biblioteca centró sus intereses en participar de la actividad interna del movimiento anarquista y afianzarse en el barrio a través del préstamo de libros, las conferencias públicas, talleres de aprendizaje y cine.

### Periódico La Protesta

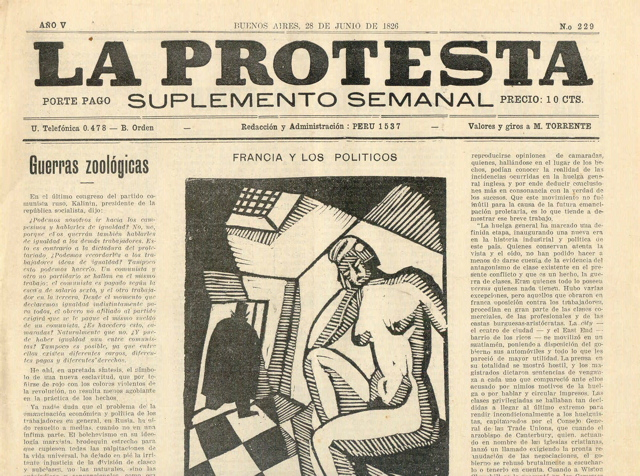
Portada de La Protesta, del 28 de junio de 1926

Fundado el 13 de junio de 1897, continúa editándose en la actualidad, en una tirada bimestral de 2000 ejemplares. Fue dirigido por Amanecer Fiorito hasta su fallecimiento en mayo de 2007, y actualmente es continuado por su grupo editor.

### Anarquismo en Rosario
La Biblioteca Alberto Ghiraldo es un histórico archivo y biblioteca anarquista de Rosario, Argentina fundado en 1946. Contiene una recopilación de más de 3.000 libros clasificados, también es hemeroteca, videoteca y hay servicio de librería. La biblioteca ha funcionado, alquilando sus locales, de forma discontinuada, y desde 2013 funciona en un local del Pasaje Marcos Paz y calle Carriego, en la zona oeste de la ciudad.
Fue fundada en 1946 como un apéndice de la Unión Socialista Libertaria, la sección rosarina de la Federación Libertaria Argentina. No es hasta mediados de los 60 en la que por causa de un dictadura militar se constituyó formalmente como biblioteca, recibiendo el nombre de un escritor, abogado y militante anarquista: Alberto Ghiraldo. Gracias a esto el grupo anarquista podía reunirse sin ser perseguido por el Estado, y se podía conservar abierto el local, ya que estaban prohibidas todas las actividades políticas. Fue interrumpida por las sucesivas dictaduras militares. Está abierta ininterrumpidamente desde 1986.
También funciona desde el 2008 la Columna Libertaria Joaquín Penina (CLJP). El nombre de Joaquín Penina es para honrar al albañil anarquista desaparecido en el año 30 por la dictadura de José Félix Uriburu en Rosario. La CLJP se alinea en la corriente denominada especifismo, basándose en el modelo de la Federación Anarquista Uruguaya. Mensualmente hacen actividades de difusión ideológicas en diferentes lugares de la ciudad y la región. Hacia 2010 cambiará su denominación por la de Federación Anarco Comunista de Argentina (FACA), sin marcar continuidad con la organización histórica ya desaparecida. Hacia 2012 la FACA se disuelve definitivamente. Tres años después de la disolución de la misma, hacia 2015, se origina la Federación Anarquista de Rosario a partir de un congreso de la Columna Joaquín Penina.

### Anarquismo en Córdoba
En Córdoba los anarquistas alcanzaron aceptable influencia con los llamados Sindicatos de Oficios Varios, donde agruparon a los peones en el campo, y a trabajadores artesanales en la ciudad (ebanistas, sastres, ladrilleros, zapateros, panaderos), durante comienzos del siglo XX.
Su influencia comenzó a decaer con el desarrollo de la industria y los servicios, sectores apropiados desde un principio por los comunistas y por los socialistas respectivamente.
Intentos de comunidades utópicas, al estilo de Robert Owen con su New Harmony, fueron registrados en las sierras de la provincia durante la década del treinta.
Una primera no duró mucho tiempo, pero la realizada en Río Segundo se consolidó funcionalmente para sobrevivir hasta poder ayudar a España durante la guerra civil a través del Comité de Ayuda al Pueblo Español
En la universidad, durante el gobierno peronista, los libertarios agrupados en la FLA participaban del Partido Reformista de Medicina, partido universitario que mantuvo durante esta época el control del centro de estudiantes de la facultad y fue la conducción de la Federación Universitaria de Córdoba (FUC). En 1957, una rama se divide del PRM para formar el Partido Reformista Ortodoxo 1918, partido de ideología antiperonista más que anarquista.

### Red Libertaria de Buenos Aires
Fundada en 2002 era una organización específica anarquista dedicada a tareas propagandísticas y de formación. Realizaban talleres de lectura y debate sobre diferentes temáticas, actos anarquistas en fechas históricas, e impulsaron el comité antielectoral 2007.
Se ubicaba principalmente en la zona de Capital Federal, Zona Sur y Oeste del Gran Buenos Aires. Editaban una publicación: Hijos del Pueblo. Se disolvieron a principios de 2011 y algunos de sus exmilitantes conformaron nuevos círculos ideológicos.

### Federación Anarco-Comunista de Argentina
Fundada en 2010 es una organización federal anarquista adscrita al especifismo y autodenominada social y revolucionaria. No está planteada como continuación de la vieja FACA del 35. Está compuesta por 3 zonales: la Columna Libertaria Errico Malatesta de Capital Federal, la Columna Libertaria Buenaventura Durruti de la zona Oeste del conurbano bonaerense y la Columna Libertaria Joaquín Penina de la ciudad de Rosario, Santa Fe. Su objetivo principal es auspiciar de espacio de nucleamientos de anarquistas en todo el país que sean parte de organizaciones de base gremial, sindical, estudiantil, territorial, de desocupados, de juventud entre otros. Hacia 2012 esta organización se termina disolviendo, dando lugar a que la Columna Joaquín Penina tres años después se reorganice en la Federación Anarquista de Rosario.

### Otras expresiones anarquistas contemporáneas
Se han fundado grupos anarquistas en varias ciudades del interior argentino: Colectivo Libertario de Gualeguaychú , Entre Ríos; Unión de Anarquistas Zona Oeste (Moreno), la Organización de La Plata, Organización Anarquista de Córdoba, el Colectivo Anarquista Apoyo Mutuo de Córdoba, el Colectivo Anarquista Pensamiento y Acción de Rosario, Tambuinti Posta Komunitaria de La Rioja, Evolución Libertaria de 25 de Mayo, Organización Libertaria de Chascomús, el Colectivo Autónomo de Humanidades de Mar del Plata, la Agrupación Germinal de Tandil, el Colectivo Judas de la Universidad de Buenos Aires, el Colectivo Sin Uniforme, Your Emotions, Mentes Precoces-Futuros Prósperos, Novae Libertatum, el Espacio Social y Libre Hormiguero Negro de Neuquén, la Organización Neuquina Antonio Soto, el Colectivo Tierra y Libertad de Río Negro, también en Río Negro la Cooperativa de Trabajadores Libertarios y el grupo estudiantil Izquierda Libertaria con epicentro en Bariloche fundado en 2012 por el periodista Nicolás Morás, Ensamble Libertario de Neuquén, la Coordinadora Libertaria de Córdoba y la Okupación Centro Social de la misma ciudad; el Grupo Aprender de Trenque Lauquen, el Movimiento Anarquista Libertario Resistencia y los Anarquistas de Rosario. También la Cruz Negra Anarquista de Buenos Aires, la Coordinación Anticarcelaria del Río de la Plata, el Ateneo Anarquista Ángela Fortunato, Anarquistas Autónomos Autoconvocados, Mariposas del Caos (Rosario) y la Biblioteca Popular Juventud Moderna de Mar del Plata. Dentro de la escena contracultural mencionaremos a Colectivo Anarkopunk de Buenos Aires, Punks Unidos de Córdoba, Anarkopunks en Lucha, Dekadencia Humana, Resistencia Anarkopunk de Rosario, Farsa Realidad, K-Gate Records, Matakarneros, Kamenish, Vitamina A, Kome Mierda/A.L.A., Kolectivo Libertario Germinal de Mar del Plata, Resistencia Activa, etc.

## Anarquistas notables de Argentina
- Osvaldo Bayer
- Alberto Ghiraldo
- José Ingenieros
- Kurt Gustav Wilckens
- Simón Radowitzky
- Emilio López Arango
- Diego Abad de Santillán
- Severino di Giovanni
- Virginia Bolten
- Juana Rouco Buela
- Antonio Soto
- Rodolfo González Pacheco
- Miguel Arcángel Roscigna
- Florencio Sánchez
- Ettore Mattei
- Jacobo Maguid
- Facundo Straga
- Soledad Rosas
- Ramón Outerello
- Adán Ibáñez
- Gerónimo Rocca Fontaiña
- Martín Malharro
- Carlos Giambiagi
- Ernesto Sabato
- Jorge Luis Borges
- Jorge E. Rulli